# State Herbarium of South Australia
State Herbarium of South Australia, též South Australian Herbarium neboli Jihoaustralský státní herbář, mezinárodní kód AD, se nachází v Adelaide, hlavním městě australského státu Jižní Austrálie. Patří mezi několik státních herbářů, které se nacházejí na australském kontinentu. Státním úřadem, který za herbář odpovídá, je Ministerstvo životního prostředí a dědictví Jižní Austrálie, ale jeho správou a údržbou je pověřena Rada botanických zahrad a Státního herbáře zřízená Zákonem o botanických zahradách a státním herbáři z roku 1978. 
Herbář zodpovídá za stránky Elektonické flory Jižní Austrálie (Electronic Flora of South Australia).

## Historie
Jihoaustralský státní herbář byl založen v roce 1954 jako součást Adelaidské botanické zahrady. První sbírku květeny státu vytvořil v roce 1875 německý kurátor Adelaidské botanické zahrady Richard Schomburgk (1811–1891).
Ve sbírkách Státního herbáře jsou uchovány sběry britských botaniků Ralpha Tatea (1840–1901) a Johna McConnella Blacka (1855–1951), autora čtyřdílné Flóry Jižní Austrálie (1922–1929), a rovněž herbář lišejníků profesora Davida Guthrieho Catchesidea (1907–1994), jakož i sbírky Společnosti terénních přírodovědců Jižní Austrálie.
Od roku 2000 je Jihoaustralský státní herbář umístěn v historické vozovně bývalé Městské tramvajové správy přiléhající k Adelaidské botanické zahradě.